# Basil Radford
Pour les articles homonymes, voir Radford.
Basil Radford, né le 25 juin 1897 à Chester (Angleterre), mort d'une crise cardiaque le 20 octobre 1952 à Londres (Angleterre), est un acteur anglais.

## Biographie
Basil Radford débute au théâtre en 1922, jouant notamment à Londres au long de sa carrière. Au cinéma, il apparaît entre 1929 et 1951, dans quarante-neuf films britanniques (dont trois d'Alfred Hitchcock et autant de Carol Reed) et un film américain (en 1930). Il participe également, pour la télévision naissante, à deux téléfilms en 1939.
L'un de ses films les plus connus est Une femme disparaît (1938) d'Hitchcock, dans lequel il forme, avec son compatriote Naunton Wayne (1901-1970), le duo semi-comique (amateur de cricket) Charters et Caldicott (en). Radford et Wayne collaborent à douze films entre 1938 et 1949, dont trois autres, après Une femme disparaît, où ils reforment le duo pré-cité (ainsi, dans Train de nuit pour Munich, en 1940). Ils se retrouvent également au théâtre et la radio. C'est d'ailleurs lors d'une émission radiophonique avec son complice, en 1952, que Basil Radford meurt prématurèment.

## Filmographie partielle

### Au cinéma
(films britanniques, sauf mention contraire)
- 1929 : Barnum Was Right de Del Lord
- 1929 : Woman to Woman (en) de Victor Saville (non crédité)
- 1930 : Seven Days Leave de Richard Wallace (film américain)
- 1933 : Leave it to Smith de Tom Walls
- 1935 : Foreign Affaires de Tom Walls
- 1936 : Broken Blossoms de John Brahm
- 1936 : Dishonour Bright de Tom Walls
- 1937 : Jeune et Innocent (Young and Innocent) d'Alfred Hitchcock
- 1937 : Les Deux Aventuriers (Jump for Glory) de Raoul Walsh
- 1938 : Convict 99 de Marcel Varnel
- 1938 : Une femme disparaît (The Lady Vanishes) d'Alfred Hitchcock (*)
- 1938 : Robin des Bois d'Écosse (Climbing High) de Carol Reed
- 1939 : Secret Journey de John Baxter
- 1939 : La Taverne de la Jamaïque (Jamaica Inn) d'Alfred Hitchcock
- 1940 : Just William de Graham Cutts
- 1940 : The Flying Squad de Herbert Brenon
- 1940 : Le Dernier Témoin de Carol Reed
- 1940 : The Girl who forgot d'Adrian Brunel
- 1940 : She Couldn't Say No de Graham Cutts
- 1940 : Train de nuit pour Munich (Night Train to Munich) de Carol Reed (*)
- 1940 : Room for Two de Maurice Elvey
- 1940 : The Girl in the News de Carol Reed
- 1941 : Crook's Tour de John Baxter (*)
- 1942 : Unpublished Story de Harold French
- 1942 : Flying Fortress de Walter Forde
- 1942 : The Next of Kin de Thorold Dickinson
- 1943 : Dear Octopus de Harold French
- 1943 : Ceux de chez nous (Millions like us) de Sidney Gilliat et Frank Launder (*)
- 1944 : Twilight Hour de Paul Stein
- 1945 : Au cœur de la nuit (Dead of Night), film à sketches, segment La Partie de golf (Golfing Story) de Charles Crichton
- 1945 : Le Chemin des étoiles (The Way to the Stars) d'Anthony Asquith
- 1946 : Cœur captif ou J'étais un prisonnier (The Captive Heart) de Basil Dearden
- 1946 : A Girl in a Million de Francis Searle
- 1948 : Winslow contre le roi (The Winslow Boy) d'Anthony Asquith
- 1949 : Whisky à gogo ! (Whisky Galore !) d'Alexander Mackendrick
- 1949 : Passeport pour Pimlico (Passport to Pimlico) d'Henry Cornelius
- 1949 : Helter Skelter de Ralph Thomas (caméo, non crédité)
- 1950 : Chance of a Lifetime de Bernard Miles
- 1951 : The Galloping Major de Henry Cornelius
- 1951 : White Corridors de Pat Jackson

(*) Films avec le duo "Charters et Caldicott"

### À la télévision
- 1939 : The Royal Family of Broadway, téléfilm (réalisateur non connu) d'après la pièce éponyme d'Edna Ferber et George S. Kaufman
- 1939 : Shall we join the Ladies ?, téléfilm (réalisateur non connu) d'après la pièce éponyme de J. M. Barrie

## Théâtre (sélection)

### Pièces jouées à Londres, sauf mention contraire
- 1927-1928 : The Ghost Train d'Arnold Ridley (à Wellington, Nouvelle-Zélande)
- 1933-1934 : Aladdin de Margaret Carter
- 1937-1938 : The Innocent Party d'H.M. Harwood, avec Jack Lambert
- 1939-1940 : Giving the Bride away de Margot Neville, avec Finlay Currie, Naunton Wayne
- 1945-1946 : 1066 - And All That de Reginald Arkell, avec Isabel Jeans, Cathleen Nesbitt, Ivor Novello, Michael Redgrave, Flora Robson, Torin Thatcher, Naunton Wayne
- 1947-1948 : The Blind Goddess de Patrick Hastings, avec Honor Blackman
- 1949-1950 : Taking Things Quietly de Ronald Wilkinson
- 1949-1950 : Reluctant Heroes de Colin Morris (à Bath, Angleterre)